# 吉田陣屋
吉田陣屋（よしだじんや）は、安芸国高田郡（現・広島県安芸高田市）にあった広島新田藩の陣屋。

## 概要
広島藩第4代藩主・浅野綱長の三男・長賢は蔵米で3万石を分知されて広島新田藩を立藩した。封地は特に定めておらず、藩主は江戸定府だった。
文久3年（1863年）第7代広島新田藩主・浅野長厚は、幕命により長州藩に備えるために戦国時代までの毛利氏の本城だった吉田郡山城址の山麓（現在の安芸高田市吉田町吉田）に吉田陣屋を置いた。約3,000坪もの地に濠を廻らせ物見櫓を備えた大規模なものだった。明治2年（1869年）広島新田藩は広島藩に併合される形で廃藩となった。

## 遺構
陣屋址は広島県立吉田高等学校の敷地となり、濠跡が残っている。現存する建物として通称「三菱窟」がある。また市内甲田町の個人宅には西御門が、市内教徳寺には陣屋門がそれぞれ移築されて残っている。